# Hirtodrosophila poecilogastra
Hirtodrosophila poecilogastra är en tvåvingeart som först beskrevs av Oswald Duda 1926.  Hirtodrosophila poecilogastra ingår i släktet Hirtodrosophila och familjen daggflugor. Inga underarter finns listade i Catalogue of Life.